# Sikandar Lodi
Sikandar Lodi (nato Nizam Khan, in persiano سکندر لودی‎; ... – Delhi, 21 novembre 1517) è stato un Sultano di Delhi della dinastia Lodi, fondatore della città di Agra nel 1504.

## Biografia
Sikandar Lodi era il terzo figlio di Bahlul Lodi. Il suo diritto di ereditare il trono venne messo in dubbio da suo fratello Barbak Shah Lodi, governatore del Sultanato di Jaunpur che diede inizio a una rivolta contro Sikandar, sedata con successo.
Barbak Shah venne tuttavia reinsediato, ma per via della sua incompetenza fu sconfitto dagli zamindari che misero a capo di Jaunpur Husayn Shah. A quel punto Sikandar conquistò Jaunpur e il Bihar e rinunciò al Bengala da lui invaso con successo a seguito di un trattato di non aggressione.
Sikandar Lodi fu di gran lunga il più grande sultano di Delhi della sua dinastia. Si distinse come un amministratore efficiente, capace di ingraziarsi la nobiltà afghana e di punire severamente l'appropriazione indebita di beni pubblici. Migliorò il sistema di irrigazione e rese le strade più sicure. Fu anche un grande mecenate e amante della poesia persiana, nonché un grande studioso capace di comporre versi in un elegante persiano.
Dotato di un grande senso di giustizia, abbassò i costi dei beni essenziali e abolì la tassa sul grano. Avviò importanti riforme agrarie come l'istituzione di una nuova unità di misura per la iarda detta gazz-i-sikandari, che avrebbe prevalso sino all'epoca Moghul.
Come suo padre, fu un coraggioso soldato e consolidò il suo potere rimuovendo potenziali capi ribelli. Oltre a Jaunpur e il Bihar, conquistò anche Tirhut e costrinse il raja locale a pagare i tributi al suo sultanato. Fondò la città di Agra, ove spesso risiedeva per controllare meglio i territori di Gwalior, Dholpur, Narwar e Chanderi. Espanse i suoi domini dal Punjab ai confini del Bengala e conquistò il territorio tra il Sutlej e il Bundelkhand.
D'altro canto, da musulmano integralista fu precursore delle politiche di Aurangzeb: distrusse molti templi induisti come quelli di Mathura, e privò gli induisti di molti diritti, come quello di fare il bagno nel fiume Yamuna.
Morì nel 1517 e gli succedette suo figlio Ibrahim Lodi.